# Merwin Coad

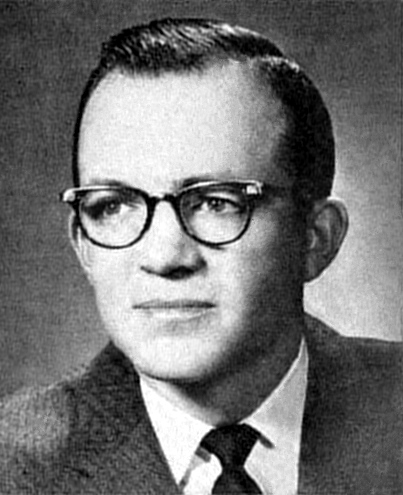
Merwin Coad, 1961

Merwin Coad (* 28. September 1924 in Cawker City, Mitchell County, Kansas) ist ein ehemaliger US-amerikanischer Politiker. Zwischen 1957 und 1963 vertrat er den Bundesstaat Iowa im US-Repräsentantenhaus.

## Werdegang
Im Jahr 1936 zog Merwin Coad mit seinen Eltern auf eine Farm in der Nähe von Auburn in Nebraska. 1941 absolvierte er dort die High School. Danach studierte er bis 1942 am State Teachers College in Peru (Nebraska). Anschließend besuchte er bis 1945 die Texas Christian University in Fort Worth und dann die Drake University in Des Moines (Iowa).
Im Jahr 1945 wurde Coad in Boone (Iowa) als Geistlicher der Glaubensgemeinschaft Disciples of Christ ordiniert. Bis 1956 war er an verschiedenen Orten in diesem Beruf tätig. Politisch wurde er Mitglied der Demokratischen Partei. Bei den Kongresswahlen des Jahres 1956 wurde er im sechsten Wahlbezirk von Iowa in das US-Repräsentantenhaus in Washington, D.C. gewählt. Dort trat er am 3. Januar 1957 die Nachfolge des Republikaners James I. Dolliver an. Nach zwei Wiederwahlen konnte er bis zum 3. Januar 1963 drei Legislaturperioden im Kongress absolvieren. Diese Zeit war vom Kalten Krieg und zwei Kubakrisen in den Jahren 1961 und 1962 geprägt.
Für die Wahlen des Jahres 1962 verzichtete Coad auf eine weitere Kandidatur – zum einen, weil eine Neueinteilung der Wahlbezirke in Iowa zu seinen Ungunsten ausfiel, zum anderen wegen einer Scheidungsaffäre sowie Gerüchten um finanzielle Probleme im Zusammenhang mit Wettschulden. In den folgenden Jahren wurde er auf dem Immobilienmarkt im Bereich der Bundeshauptstadt Washington tätig. Dabei kam es zu einigen Prozessen wegen seines Geschäftsverhaltens. In den 1980er Jahren hielt Coad Vorträge über den Immobilienmarkt bei verschiedenen Seminaren. Heute lebt er im Ruhestand in Washington und Harpers Ferry (West Virginia).